# بيلة الفينيل كيتون
بيلة الفينول كيتون أو البوال التخلفي أو الفينيل كيتونيوريا، هو حالة من حالات الاستقلاب الغذائي البيولوجي الوراثية، أي الأمراض ذات الخلل الوراثي في التمثيل الغذائي في الجسم. ويسمى أيضاً بالبيلة الفينولية.
يمنع المصاب بهذه الحالة من تناول المواد البروتينية في الطعام بحرّية، ويؤدي إلى إعاقة عقلية قد تكون شديدة إذا لم يتم التشخيص والعلاج في مراحل مبكرة بعد الولادة.

## كيف يحدث المرض
عندما يتناول الإنسان طعاماً يحوي مواداً بروتينية، تتجزأ هذه البروتينات داخل الجسم إلى أجزاء صغيرة تسمى "أحماض أمينية. لكل حمض أميني إنزيم يساعده في مساره ليساهم في بناء أنسجة الجسم. أحد هذه الأحماض الأمينية يسمى "فينيل آلانين المهم بالنسبة للمصابين بالبيلة الفينيولية.
عندما يأكل الشخص المصاب بالمرض طعاماً يحوي بروتينات، يتراكم هذا الحمض الأميني داخل الجسم لأن عمل الإنزيم الخاص به معطل بسبب خلل وراثي في الجين المسؤول عنه. يؤدي تراكم هذا الحمض الأميني في أنسجة الجسم وارتفاع نسبة وجوده في الدم إلى تلف في خلايا المخ مسبباً إعاقة عقلية قد تكون شديدة. كما يقل إنتاج مادة تايروزين التي تتكون منها مادة الميلانين التي تعطي الصبغة اللونية للجلد. لذلك تكون بشرة معظم المصابين بالمرض قبل العلاج ذات لون فاتح، كذلك لون العينين والشعر.

## انتقال المرض بالوراثة
ينتقل المرض بالوراثة من كلا الأبوين الحاملين للسمة الوراثية للمرض بطريقة الصفة الوراثية المتنحية. أي أن الأب والأم كليهما يحملان الصفة الوراثية والحامل للوراثة لا يكون مصاباً ولا تظهر عليه أعراض المرض.
فإذا أنجب زوجان طفلاً مصاباً بمرض فينيل كيتونيوريا، فمعنى ذلك أن احتمال إنجاب طفل مصاب يبقى قائماً في كل حمل قادم.

## أعراض الإصابة به
تنتج هذه الأعراض من التأثير الضار لارتفاع حمض الفينيل آلانين في الدم، علماً بأن هذه الأعراض قد لا تختص فقط بهذا المرض، فقد تحدث في أمراض الاستقلاب الحيوي الغذائي الأخرى.
- ضمور الجمجمة والدماغ
- الإعاقة العقلية
- خمول
- تغيرات والتهابات جلدية وجفاف وظهور بقع إكزيمة
- ضعف البنية مع قلة الشهية للأكل
- تأخر في النطق والمشي والنمو
- تشنجات وقد تصل إلى الصرع
- رائحة كريهة للبول
- تراكم كميات كبيرة من حمض الفينيل ألانين يظهر رائحة مميزة في الجلد
- سلوك غير مرغوب به اجتماعياً كالعدوانية وعدم التمييز بين الخطأ والصواب
- الكَنَع الرَقَصي.

أما نقص حمض التايروسين فإنه يؤدي إلى إعطاء الجلد والشعر لوناً فاتحاً بسبب نقص صبغة الميلانين
من الجدير بالذكر أن معرفة وجود المرض باكرا«قد تساعد كثيرا» في التقليل من آثاره وأعراضه وعدم تطور الأعراض لدى المريض ويصبح هناك احتمال كبير في عدم وصول الحالة إلى الصرع.
هناك أيضا فحوصات ما قبل الزواج لمعرفة احتمال حمل الجين المسبب للمرض وتكون عن طريق الزراعة بالرحم ( أطفال الأنابيب )

## العلاج
يجب على الأشخاص الذين يعانون من الفينايلكيتونوريا أن يتّبعوا نظام غذائي خاص قليل الفينيل ألانين لأول 16 سنة من حياتهم على الأقلّ. ذلك يتطلب تجنّب المأكولات الغنية بالفينيل ألانين كاللحم، الدجاج، السمك، البيض، المكسرات، الجبن، البقوليات، حليب البقر ومنتجات الألبان الأخرى.
يجب الانتباه إلى النشويات كالبطاطا، الخبز، المعكرونة والذرة كما يجب تجنّب المأكولات والمشروبات الغازية الدايت التي تحتوي على المحلّى الاصطناعي الأسبرتام بما انه يتألف من الفينيل ألانين وحمض الأسبارتيك.

## حدوث
إن حدوث الفينايلكيتونوريا يختلف بين المجتمعات. في تركيا تظهر الفينايلكيتونوريا في 1 من بين 2600 ولادة (أعلى نسبة في العالم). في أيرلندا 1 من بين 4500 ولادة. في النرويج 1 من بين 13000 ولادة. وأقل من واحد بين 100000 في فنلندا. في الولايات المتحدة تظهر هذه الحالة في 1 من 15000 ولادة.